# Émile Constant
Pour les articles homonymes, voir Constant.
Émile Constant, né le 20 juillet 1861 à Bordeaux et mort le 4 décembre 1950 à Paris, est un homme politique français.

## Biographie
Émile Constant fait ses études juridiques à Bordeaux avant de se faire recevoir avocat à Bazas ; il devint ensuite bâtonnier de l'ordre des avocats en 1892. Il signait en outre des articles dans certains journaux locaux.

## Mandats
Il débute en politique en se faisant élire conseiller municipal de Bazas en 1888 et un peu plus tard conseiller général de la Gironde.
- Député de la Gironde de 1893 à 1919 :
  - circonscription de Bazas, il est élu aux élections générales législatives du 20 août 1893 au premier tour de scrutin par 7.648 voix contre 5.919 à M. Amédée-Eugène-Louis de Lur-Saluces, sur 13.963 votants. Il s'inscrit au Groupe républicain et appartint à diverses commissions spéciales. Pour l'exercice 1897 du budget il fut chargé de rapporter le budget des cultes de cet exercice et le soutint à la tribune.
  - Élu de nouveau aux élections générales des 8 et 22 mai 1898, au deuxième tour de scrutin, par 7.174 voix contre 7.079 à M. Darquey, sur 14.364 votants. Il s'inscrit au Groupe républicain et siégea dans diverses commissions dont celle de l'impôt sur le revenu, et celle des économies administratives. Il participa à la discussion : de la loi de finances de l'exercice 1900 pour parler des canaux du Midi et de l'interpellation sur les fraudes commises dans la section des vins de l'Exposition universelle de 1900.
  - Élu aux élections générales du 27 avril 1902 au premier tour de scrutin face à M. Papon. Inscrit au Groupe de l'union démocratique, il entra à la Commission des assurances et rentes viagères, à celle de la réforme judiciaire et à celle des affaires extérieures, des protectorats et des colonies. Il intervint à propos de la discussion du budget du Ministère des finances de l'exercice 1904 pour demander la création d'un magasin de tabac à La Réole en 1903. Ainsi que du budget des travaux publics de l'exercice 1905 pour critiquer le service vicinal de la Gironde.
  - De même aux élections générales du 6 mai 1906 au premier tour de scrutin contre M. Brune et  M. Sage. Il s'inscrivit au Groupe de la gauche démocratique qu'il ne devait plus quitter et siégea à la Commission de la réforme judiciaire ; à celle des affaires extérieures, des protectorats et des colonies et à celle du budget pour l'exercice 1909. Il intervint plusieurs fois à propos des questions du Maroc.
  - Réélu aux élections générales du 24 avril 1910, au premier tour de scrutin contre M. Giraut. Il siégea comme membre de la Commission des programmes électoraux, de celle de l'enseignement et des beaux-arts et de celle des postes et télégraphes. Il intervint lors de la discussion projet de loi ayant pour objet de garantir l'origine des vins de Champagne à la suite de la révolte des vignerons de la Champagne en 1911. Il entre le 2 mars au gouvernement. Il retrouvait son siège avec la formation du Gouvernement Joseph Caillaux.
- Sous-secrétaire d'État à l'Intérieur du 2 mars au 27 juin 1911 dans le gouvernement Ernest Monis.
- Les élections générales des 26 avril et 10 mai 1914 lui assurèrent encore un siège au deuxième tour de scrutin par 7.634 voix contre 2.892 à M. Courrèges, sur 11.718 votants. Toujours membre de la Commission de l'enseignement et des beaux-arts.

## Retrait
Se présentant aux élections générales du 16 novembre 1919, qui se déroulèrent au scrutin de liste, il avait l'étiquette de candidat anti-clémenciste, au troisième rang de la liste républicaine, qui n'eut aucun élu. Il ne recueillit personnellement que 31.336 voix sur 159.336 votants.
Il avait été battu aux élections cantonales du 14 mai 1922.
Il tenta d'entrer au Sénat au renouvellement du 6 janvier 1924, mais n'obtint, au troisième tour de scrutin, que 478 voix sur 1.294 votants.
Il subit encore un échec à l'élection sénatoriale partielle du 2 février 1930, qui eut lieu pour pourvoir au remplacement de M. Fernand Faure, décédé le 6 novembre 1929. Il n'emporta que 9 voix au deuxième tour de scrutin, sur 1.325 votants.

### Sources
- « Émile Constant », dans le Dictionnaire des parlementaires français (1889-1940), sous la direction de Jean Jolly, PUF, 1960 [détail de l’édition]